# Miquel Barceló Roca
Miquel Barceló i Roca (Amer, Selva, 11 de marzo de 1949) es un político e ingeniero industrial catalán, diputado al Parlamento de Cataluña en la VI y VII legislaturas.

## Biografía
Miquel Barceló es doctor en Ingeniería industrial por la Universidad Politécnica de Cataluña, licenciado en Ciencias Económicas por la Universidad de Barcelona  y en Ciencias Sociales por el ICESB (UB). 
En el pasado, ha ocupado varios cargos como director general y presidente de la Fundación b_TEC (2007-2011), miembro del Consejo de Abertis Telecom desde 2004 hasta 2011, presidente ejecutivo en el 22@ de Barcelona (2004-2007), miembro independiente del Parlament de Catalunya a partir 1999-2003, (donde presidió la comisión de industria y energía), director general del Instituto Catalán de Tecnología (1987 a 1999), subdirector general de la seguridad industrial, normas técnicas y reglamentos del Ministerio de Industria y Energía desde 1985 hasta 1987, Presidente fundador de la Red Española de Laboratorios de Ensayo (RELE) y miembro fundador de AENOR (Asociación Española de Normalización y Certificación.
Actualmente, el señor Barceló, es el presidente de http://www.innoproconsulting.com/equipo/miquel-barcelo-roca/ (enlace roto disponible en Internet Archive; véase el historial, la primera versión y la última)., SL desde 2008 y Presidente de BCNIn desde 2007. También es un experto designado por la http://ec.europa.eu/dgs/regional_policy/index_en.htm (enlace roto disponible en Internet Archive; véase el historial, la primera versión y la última). para la Unión Europea, en ayudar a las regiones europeas en la planificación de sus estrategias de especialización inteligente ( (enlace roto disponible en Internet Archive; véase el historial, la primera versión y la última).). Ha sido profesor asociado en la Universidad Pompeu Fabra (UPF) y actualmente es profesor en los programas de másteres y posgrados en la Fundación de la Universitat Politècnica de Catalunya (UPC) y director de su máster in Business innovation.

## Trayectoria
De 1975 a 1979 estuvo afiliado al PSUC. En 1999 se integró en Ciutadans pel Canvi. Fue elegido diputado por el PSC-Ciutadans pel Canvi en las elecciones al Parlamento de Cataluña de 1999 y en las del 2003. Ha sido presidente de la Comisión de Industria, Energía, Comercio y Turismo del Parlament.

## Obras
Algunos de sus artículos y colaboraciones pueden consultarse en Dialnet.
- Cataluña, un país industrial (2003)
- Innovación tecnológica en la industria: una perspectiva española (1994)
- Dentro de la caja negra: tecnología y economía (1993)
- Innovación tecnológica e industria en Cataluña (1994)